# 마크 해리스
토마스 마크 해리스(영어: Thomas Mark Harris, 1998년 12월 29일 ~ )는 웨일스의 축구 선수이다. 포지션은 공격수, 윙어이며, 현재 잉글랜드 EFL 리그 원의 옥스퍼드 유나이티드에서 뛰고 있다.